# 都賀行村
都賀行村（つがゆきむら）は、島根県邑智郡にあった村。現在の邑智郡美郷町の一部にあたる。

## 地理
江の川の上流部に位置していた。

## 歴史
- 1889年（明治22年）4月1日、町村制の施行により、邑智郡潮村、長藤村、都賀行村が合併して村制施行し、都賀行村が発足[1][2]。
- 1908年（明治41年）都賀行信用購買組合設立[1]。
- 1920年（大正9年）矢上銀行都賀出張所開設[1]。
- 1925年（大正14年）赤名電気が供給開始[1]。
- 1938年（昭和13年）都賀行郵便局開設[1]。
- 1957年（昭和32年）3月10日、邑智郡都賀村、布施村（一部、大字村之郷・宮内・比敷）が合併し大和村を新設して廃止された[1][2]。

### 地名の由来
興国年代に栃ノ木山に都賀相比売命を祀ったことによる。